# Câu lạc bộ bóng đá Hồ Nam Tương Đào
Câu lạc bộ bóng đá Hồ Nam Tương Đào (Trung văn giản thể:湖南湘涛; Trung văn phồn thể:湖南湘濤, bính âm: Xiāngtāo) là một câu lạc bộ bóng đá chuyên nghiệp Trung Quốc. Sân vận động Đại học Trung Nam ở Trường Sa, Hồ Nam,Trung Quốc có 20.000 chỗ ngồi. Câu lạc bộ đã được thành lập vào ngày 15 Tháng 1 năm 2004 có tên là Hồ Nam Tướng Quân tham gia vào Giải bóng đá hạng nhì Trung Quốc năm 2004. Sau ba mùa giải câu lạc bộ đã xuống hạng và phải đối mặt với khó khăn tài chính, tuy nhiên để bảo tồn các đại diện của tỉnh Hồ Nam, Trung Quốc, người hâm mộ của câu lạc bộ chi ra ba triệu nhân dân tệ với hy vọng giữ đội ở lại khi thể thao Hồ Nam quyết định rằng nó sẽ là tốt nhất để đầu tư vào một đội ngũ thương hiệu mới cho khu vực nơi họ về cơ bản đã thành lập một câu lạc bộ mới được gọi là Hồ Nam Tương Đào vào 26 tháng 12 năm 2006. Câu lạc bộ đã có cải cách kể từ khi vô địch giải bóng đá hạng nhì Trung Quốc trong năm 2009 và lên chơi ở giải bóng đá hạng nhất Trung Quốc kể từ khi trở lại.

## Lịch sử

### Hình thành
Trước khi bắt đầu mùa giải bóng đá Trung Quốc năm 2004 Trùng Khánh Lực Phàm và Vân Nam Hồng Tháp sẽ hợp nhất các câu lạc bộ bóng đá của họ với nhau. Các cầu thủ từ cả hai câu lạc bộ sẽ quyết định hợp nhất với nhau để tạo thành một câu lạc bộ mới được gọi là Hồ Nam Tương Quân (tiếng Anh: Hunan Shoking Football Club) sau khi họ đã đạt được đầu tư từ công ty Hồ Nam Corun của câu lạc bộ vào việc phân chia cho 20 triệu nhân dân tệ. Vào 15 tháng 1 năm 2004 câu lạc bộ được chính thức khánh thành vào giải đấu bóng đá Trung Quốc và thuê người từng đoạt huy chương Olympic Trung Quốc Hùng Nghi là Chủ tịch và cựu cầu thủ bóng đá quốc tế Zho Bo là người quản lý đầu tiên của họ. Đội bóng chơi trong sân vận động 55.000 chỗ ngồi ở sân vận động Hạ Long tại Trường Sa, Hồ Nam có tuyển thủ quốc gia Phù Tân và Srđan Bajčetić trong khi đội trẻ dược phẩm Xiangxue tham gia giải bóng đá hạng nhất Hồng Kông 2004-05 để có được kinh nghiệm. Thật không may là đội trẻ không gây ấn tượng trong khi các đội cấp cao lại tốt hơn chút ít và bước đầu sẽ gặp khó khăn trong mùa giải đầu tiên của họ, tuy nhiên họ đã làm đủ để tồn tại và hoàn thành phần mười vào cuối mùa giải.
Mùa giải tiếp theo thậm chí khó khăn hơn cho câu lạc bộ như họ đã trải qua một loạt các nhà quản lý để cải thiện kết quả trong khi tiền lương quá nhiều cầu thủ của họ và việc thuê sân vận động Hạ Long thấy câu lạc bộ khó khăn trong tài chính. Quyền sở hữu của câu lạc bộ chuyển đến công ty Bái Long và tổng giám đốc của họ Tôn Anh Quế rất ngắn,điều này là ngắn ngủi và Nhóm Corun đã qua câu lạc bộ một lần nữa. Trong khi điều này đang xảy ra thì Lý Huy đã được quản lý với ít thành công, mà thấy anh ta và cầu thủ của mình thất vọng sau thất bại nhục nhã 1-5 trước Quý Châu Nhân Hòa vào ngày 18 tháng 6 năm 2005 trong một trận đấu FA Cup Trung Quốc. Lý Huy công khai chỉ trích cầu thủ của ông thiếu sự cam kết trước khi quyết định rời khỏi câu lạc bộ. Vương Đào đã được đưa vào thay thế để quản lý câu lạc bộ trong khi các đội hoàn thành trong một mùa giải đáng thất vọng nhưng vẫn nằm trong các giải đấu. Li Khả Gia đã được đưa vào như một người quản lý mới trong mùa giải 2006 giải đấu, tuy nhiên đội bóng tiếp tục mất cách của họ và cựu cầu thủ Trung Quốc Hào Hải Đông đã được đưa vào như một người quản lý chung để giúp truyền cảm hứng cho đội bóng, điều này không có kết quả và câu lạc bộ kết thúc mùa giải với vị trí cuối cùng và xuống hạng ba mùa giải năm sau.

### Trở lại
Để bảo vệ các đại diện của tỉnh Hồ Nam Trung Quốc tại giải đấu bóng đá, người hâm mộ của câu lạc bộ chi ra ba triệu nhân dân tệ với hy vọng giữ đội ở lại khi cơ thể thể thao địa phương Hồ Nam quyết định rằng nó sẽ là tốt nhất để đầu tư vào một đội ngũ thương hiệu mới cho đội bóng. Vào ngày 26 tháng 12 năm 2006 về cơ bản một đội bóng mới được thành lập để tham gia trong mùa giải 2007 đội bóng có tên là Hồ Nam Tương Đào (tiếng Anh:Hunan Billows Football Club).Hùng Nghi trở lại làm Chủ tịch và Lý Khả Gia trở về làm người quản lý của đội bóng. Bây giờ, đội bóng đang chơi trong sân vận động 6.000 chỗ ngồi của Hồ Nam. Đội đã hoàn toàn xây dựng lại và tam dự giải đấu đầu tiên của họ chống lại đội bóng Tứ Xuyên FC trong trận thua 0-1. Trong suốt mùa giải, kết quả của câu lạc bộ sẽ thực sự cải thiện và đội bóng kết thúc ở vị trí thứ ba trong bộ phận phía Nam, nơi họ đã tham dự play-off nhưng bị loại ngay từ đầu. Mùa giải thứ hai, đội bóng đầu tư thêm sáu triệu nhân dân tệ từ thể thao của Hồ Nam. Kết quả mùa giải sau, câu lạc bộ đã tham dự play-off mà họ một lần nữa bị loại ở vòng hai. Mùa giải 2009 và giải đấu với sự đầu tư liên tục của cơ thể thể thao địa phương Hồ Nam cũng như việc quản lý của Môn Văn Phong, câu lạc bộ bây giờ đã có một đội ngũ đi vào giành danh hiệu sau khi họ đánh bại đối thủ láng giềng Vũ Hán Trác Nhĩ trong trận play- off cuối cùng để lên hạng.
Trong giải hạng hai một lần nữa họ sẽ di chuyển trở lại vào sân vận động Hạ Long và thuê Triệu Phát Thanhư là người quản lý mới của họ vào đầu mùa giải 2010. Ban đầu mùa giải bắt đầu tốt cho câu lạc bộ và họ trông giống như cử khuyến mãi chính hãng cho đến khi cuộc xung đột giữa Hồ Nam và Hồ Bắc đã làm hỏng đẩy xúc tiến của họ và cuối cùng họ kết thúc mùa giải ở vị trí thứ sáu. Mùa giải tới họ sẽ di chuyển vào 20.000 chỗ ngồi sân vận động Đại học Nam Trung và đưa vào Miloš Hrstić để quản đội bóng. Trong khi triều đại của Miloš Hrstić thấy một chút cải tiến trong các đội xếp hạng vào cuối của giải đấu mùa giải 2011, mà thấy họ kết thúc ở vị trí thứ tư, ông sẽ rời khỏi câu lạc bộ vào cuối chiến dịch và được thay thế bởi trợ lý huấn luyện viên Trương Từ. Để chuẩn bị cho mùa giải năm 2012 giải đấu câu lạc bộ sau đó mang một số cầu thủ như tuyển thủ quốc gia Honduras Emil Martínez và Erick Norales cũng như tuyển thủ quốc gia Trung Quốc Đổng Phương Trác với hy vọng của họ để trụ hạng.

## Sân nhà
Đội đã chơi ở một số sân vận động trong suốt lịch sử của họ, tuy nhiên khi chúng đã được hình thành họ chủ yếu sử dụng sân vận động Hạ Long có sức chứa 55.000 chỗ ngồi tại Trường Sa, Hồ Nam cho trận đấu quan trọng của họ trong khi sân vận động nhân dân tỉnh Hồ Nam khiêm tốn hơn với 6.000 chỗ ngồi cũng nằm ở Trường Sa, Hồ Nam đã được sử dụng cho giải đấu họ nhỏ hơn với câu lạc bộ trong khó khăn tài chính chi phí trong thuê sân vận động Hạ Long sẽ thấy đội vĩnh viễn di chuyển vào sân vận động nhân dân tỉnh Hồ Nam, vẫn tiếp tục khi câu lạc bộ đã được cải cách và họ đã lên giải hạng Ba. Khi họ lên giải hạng Nhì sân vận động Hạ Long là một lựa chọn cho một thời gian ngắn trước năm 2011 khi họ đã sử dụng sân vận động Đại học Trung Nam tại Trường Sa với 20.000 chỗ ngồi như sân vận động chính của họ.

## Tên gọi
- 2003-06 Hồ Nam Tương Quân
- 2007-nay Hồ Nam Tương Đào

## Lịch sử logo

Hồ Nam Tương Quân (2003-2006)
Hồ Nam Tương Đào (2007-2009)
Hồ Nam Tương Đào (2011–nay)

## Lịch sử đội bóng

### Vị trí
| Mùa giải        | 2004 | 2005 | 2006 | 2007 | 2008 | 2009 | 2010 | 2011 | 2012 | 2013 | 2014 |
| --------------- | ---- | ---- | ---- | ---- | ---- | ---- | ---- | ---- | ---- | ---- | ---- |
| Vị trí giải đấu | 2    | 2    | 2    | 3    | 3    | 3    | 2    | 2    | 2    | 2    | 2    |
| Vị trí thứ hạng | 14   | 12   | 13   | 31   | 31   | 1    | 6    | 4    | 11   | 12   |      |

## Đội hình hiện tại
Ghi chú: Quốc kỳ chỉ đội tuyển quốc gia được xác định rõ trong điều lệ tư cách FIFA. Các cầu thủ có thể giữ hơn một quốc tịch ngoài FIFA.
| Số | VT | Quốc gia   | Cầu thủ             |
| -- | -- | ---------- | ------------------- |
| 1  | TM | Trung Quốc | Đặng Tử Hào         |
| 2  | HV | Trung Quốc | Lý Chiêu Nam        |
| 3  | HV | Trung Quốc | Vương Vĩnh Hâm      |
| 4  | HV | Trung Quốc | Tào Hoan            |
| 5  | HV | Serbia     | Stevan Bates        |
| 6  | HV | Trung Quốc | Khổng Đào           |
| 7  | TV | Trung Quốc | Vương Khánh         |
| 8  | HV | Trung Quốc | Lưu Bác             |
| 9  | TĐ | Colombia   | Luis Carlos Cabezas |
| 10 | TĐ | Serbia     | Jovan Damjanović    |
| 11 | TĐ | Trung Quốc | Mao Gia Khang       |
| 12 | TM | Trung Quốc | Đổng Kiến Hoằng     |
| 13 | TĐ | Trung Quốc | Vương Thâm          |
| 14 | TV | Trung Quốc | Chung Hạo Nhiên     |
| 15 | HV | Trung Quốc | Vương Ngọc Dương    |
| 16 | TV | Trung Quốc | Tạ Duy Siêu         |

| Số | VT | Quốc gia    | Cầu thủ                            |
| -- | -- | ----------- | ---------------------------------- |
| 17 | TM | Trung Quốc  | Vương Hạo Nhất                     |
| 18 | HV | Trung Quốc  | Trần Chân                          |
| 19 | HV | Trung Quốc  | Tôn Quốc Lương                     |
| 20 | TĐ | Trung Quốc  | Lưu Hâm Du                         |
| 21 | HV | Trung Quốc  | Tào Quốc Đống                      |
| 22 | HV | Trung Quốc  | Lưu Ngọc Thánh                     |
| 23 | HV | Trung Quốc  | Triệu Húc Đông                     |
| 24 | TV | Trung Quốc  | Vương Lập Xuân                     |
| 25 | TV | Trung Quốc  | Hào Soái                           |
| 26 | HV | Hồng Kông   | Nhiếp Lăng Phong(aka Andy Nägelein |
| 27 | HV | Trung Quốc  | Tần Bằng                           |
| 28 | HV | Trung Quốc  | Hàn Quang Hoa                      |
| 29 | TĐ | Trung Quốc  | Trình Bằng                         |
| 30 | TV | Trung Quốc  | Ngô Lỗi                            |
| 31 | HV | Trung Quốc  | Lưu Soái                           |
| 32 | TĐ | Afghanistan | Balal Arezou                       |

## Cầu thủ trẻ
Ghi chú: Quốc kỳ chỉ đội tuyển quốc gia được xác định rõ trong điều lệ tư cách FIFA. Các cầu thủ có thể giữ hơn một quốc tịch ngoài FIFA.
| Số | VT | Quốc gia   | Cầu thủ         |
| -- | -- | ---------- | --------------- |
| 41 | TV | Trung Quốc | Chu Thâm Uy     |
| 42 | TV | Trung Quốc | Khang Thần Hy   |
| 43 | TV | Trung Quốc | Dương Tư Tráng  |
| 44 | TĐ | Trung Quốc | Khưu Lăng Phong |

| Số | VT | Quốc gia   | Cầu thủ         |
| -- | -- | ---------- | --------------- |
| 45 | HV | Trung Quốc | Chung Trấn Long |
| 46 | TĐ | Trung Quốc | Tiết Nguyên     |
| 47 | TV | Trung Quốc | Trần Kỳ         |

## Danh hiệu
- Giải bóng đá hạng Nhì Trung Quốc: Vô địch năm 2009